# Dynamene bicolor
Dynamene bicolor is een pissebed uit de familie Sphaeromatidae. De wetenschappelijke naam van de soort is voor het eerst geldig gepubliceerd in 1837 door Rathke.